# كلينتون مارش
كلينتون مارش (بالإنجليزية: Clinton Marsh)‏ مواليد 19 يناير 1972 في ديربان، هو لاعب كرة مضرب جنوب أفريقي سابق بدأ مسيرته كمحترف سنة 1990 وكان يلعب باليد اليمنى. أعلى تصنيف له في الفردي كان المركز الـ 245 في سنة 1992. أعلى تصنيف له في الزوجي كان المركز الـ 339 في سنة 1992.